# Масенков, Константин Егорович
Константин Егорович Масенков (Мосенков) (1911, Дятьково — ?) — советский шахтёр, начальник цеха строительного управления № 4 треста «Дорогобужшахтострой». Герой Социалистического Труда (1957).

## Биография
Родился 24 апреля (7 мая) 1911 в городе Дятьково (ныне Брянская область) в семье кузнеца. Русский.
В 1920 году погиб на фронте отец, вскоре умерла мать. Воспитывался в детском доме. Окончил начальную школу. В 1925 году переехал в Донбасс. На бирже труда получил назначение в шахту «Голубовка-22» Луганской области. Работал выборщиком породы, лампоносом, коногоном.
С 1928 по 1931 год работал навалоотбойщиком, бригадиром по очистке забоя. В 1932—1935 гг. находился на действительной службе в Красной Армии. После демобилизации возвратился на прежнее место. В 1936 году окончил курсы горных десятников, продолжал совершенствовать своё шахтерское мастерство. Вскоре возглавил бригаду, затем участок, много сделал для освоения новой техники, поступающей в угольную промышленность.
Константин Егорович участвовал в Великой Отечественной войне. Служил в войсковой разведке, удостоен боевых наград. Был ранен. Уволившись из армии, возвратился в Донбасс. Восстанавливал шахты, путевое хозяйство, способствовал налаживанию бесперебойной добычи донецкого угля.
В 1949 году по путевке министерства угольной промышленности СССР К. Е. Масенков приехал в Сафоново. Поступил на работу во вновь созданный трест «Дорогобужшахтстрой». Сначала занимался постройкой жилья, служебных помещений. В связи со строительством шахты № 1 «Смоленская» был назначен начальником горного цеха.
Руководя большим коллективом, К. Е. Масенков в установленные сроки добился ввода шахты в строй действующих, умело использовал передовой опыт, новую технику. Затем был переброшен на строительство шахты № 2 «Дорогобужская». В 1955 году ему доверили руководить горным цехом на шахте № 8 «Комсомольская». Под его руководством строители шахты выполнили производственный план 1956 года на 169 %.
Указом Президиума Верховного Совета СССР от 26 апреля 1957 года за выдающиеся успехи, трудовую доблесть, высокие технико-экономические показатели в работе по строительству предприятий угольной промышленности К. Е. Масенкову присвоено звание Героя Социалистического Труда.
В 1958 году по состоянию здоровья переехал в город Гуково Ростовской области. Работал мастером производственного обучения в ремесленном училище. В 1961 году ушел на пенсию.